# Borse Dubai
Borse Dubai är ett holdingbolag för Dubai Financial Market (DFM) och Dubai International Financial Exchange (DIFX) i Förenade arabemiraten.
- Bolaget äger 19,99% av kapitalet (5% av rösterna) i NASDAQ OMX Group.
- Bolaget äger 28% i Londonbörsen (LSE)